# Mitteilungen der Vereinigung Österreichischer Bibliothekarinnen und Bibliothekare
Die Mitteilungen der Vereinigung Österreichischer Bibliothekarinnen & Bibliothekare (VÖB-Mitteilungen) sind eine deutschsprachige bibliothekarische Fachzeitschrift und das Organ der Vereinigung Österreichischer Bibliothekarinnen und Bibliothekare (VÖB).
Sie wurden 1947 als Arbeitsprotokolle der Vereinigung Österreichischer Bibliothekare gegründet und von 1949 bis 1993 als Mitteilungen der Vereinigung Österreichischer Bibliothekare herausgegeben. Seit der Nummer 63 (2010) 3/4 werden die VÖB-Mitteilungen von einem mehrköpfigen Redaktionsteam betreut, nachdem zuvor seit 2002 Josef Pauser als alleinverantwortlicher Redakteur fungiert hatte.
Die Zeitschrift erscheint dreimal im Jahr. Die gesamte Zeitschrift wird seit 2011 gleichzeitig mit dem Erscheinen der Printausgabe als kostenlose PDF-Datei zum Download angeboten. Seit Mitte 2012 werden auch einzelne Artikel auf dem Dokumentenserver E-LIS (E-prints in Library and Information Science) Open Access veröffentlicht.   
Die Beiträge bestehen aus wissenschaftlichen Aufsätzen, Mitteilungen und Rezensionen und stammen von Fachleuten auf dem Gebiet der Bibliotheks- und Informationswissenschaft.
Seit der Ausgabe 55 (2002) 3/4 können die Volltexte über die Website bezogen werden, ältere Ausgaben ab Jahrgang 30 (1977) sind bei Austrian Literature Online archiviert.

## Online Mitteilungen
Von September 1979 bis November 2007 wurden den VÖB-Mitteilungen die Online-Mitteilungen beigebunden. Diese Publikation wurde von Heinz Hauffe begründet und von der Arbeitsgruppe „Elektronische Medien“ der VÖB redaktionell betreut.
Die Online-Mitteilungen dienten anfangs dem Erfahrungsaustausch von Mitarbeitern in Informationsvermittlungsstellen über Online-Recherchen bei internationalen Hosts und später auch über CD-ROM-Datenbanken, Webdatenbanken und schließlich elektronischen Zeitschriften.
Da der Umgang mit elektronischen Medien bzw. deren Erwerbung, Nachweis und Vermittlung inzwischen alle Abteilungen von Bibliotheken betrifft, wurde im Herbst 2007 die Zusammenlegung der beiden Publikationsorgane der VÖB unter dem Titel und der ISSN der VÖB-Mitteilungen beschlossen.